# Saul Kaatz
Saul Kaatz (geboren 5. Januar 1870 in Schwersenz, Königreich Preußen; gestorben 1942 im Ghetto Theresienstadt oder im Konzentrationslager Auschwitz) war ein deutscher Rabbiner.

## Leben
Saul Kaatz war ein Sohn des Kaufmanns Alexander Süßkind Kaatz und der Röschen Stolzmann. Er besuchte die jüdische Elementarschule in Schwersenz und danach das  Mariengymnasium in Posen. Seine ersten jüdischen Studien machte er beim Posener Rabbiner Wolf Feilchenfeld und dem Dajan Ludwig Krause. Kaatz studierte von 1888 bis 1895 an der Universität Berlin und am Berliner Rabbinerseminar. 1892 wurde er an der Universität Halle promoviert. Er war in Berlin als Prediger, Schulleiter und als Hilfsrabbiner an der Synagoge Prinzenstraße tätig. Im Jahr 1895 wurde er Rabbiner in der oberschlesischen Industriestadt Zabrze, die 1915 in Hindenburg umbenannt wurde.
Kaatz war Mitglied des Allgemeinen Rabbiner-Verbands (ADR) und der Vereinigung der traditionell gesetzestreuen Rabbiner Deutschlands. 1897 stellte er sich gegen die antizionistische Linie des ADR. Er schrieb eine Vielzahl von Zeitschriftenbeiträgen in Jeschurun, NF und im Israelit. Er schrieb auch Erzählungen und Theaterstücke.
Er heiratete Else Wiener, die bereits 1924 starb. Beide erhielten 1921 im deutsch-polnischen Volkstumskampf als Auszeichnung den Schlesischen Adler. Kaatz unterstützte die Bernheim-Petition vor dem Völkerbund, mit der nach der Machtübergabe an die Nationalsozialisten 1933 die antisemitischen Maßnahmen in Oberschlesien eingeschränkt werden konnten. Seine Söhne, der Arzt Alexander Kaatz und der Jurist Emmerich Kaatz, emigrierten in der Zeit des Nationalsozialismus nach Palästina, derweil er bei seiner Gemeinde ausharrte. Kaatz wurde 1942 in das Ghetto Theresienstadt deportiert. Er wurde dort oder im KZ Auschwitz ermordet.

## Schriften (Auswahl)
- Die Scholien des Gregorius Abulfaragius Bar Hebraeus zum Weisheitsbuch des Josua ben Sira nach der vier Handschriften des Horreum mysteriorum, 1892
- Das Wesen des jüdischen Religionsunterrichtes. Berlin 1904
- Das Wesen des prophetischen Judentums. 1907
- Abraham Geigers religiöser Charakter. 1911
- Alter Vogel, eine jüdische Novella. 1919
- Talmudisch-rabbinische Sätze über Rechtsbeziehungen zu Nicht Juden. 1924
- Die mündliche Lehre und ihr Dogma. 1922–23
- Weltschöpfungsaera und Wissenschaft. 1928
- Alexander der Grosse vor Jerusalem. Drama